# Streckenthin (Pritzwalk)
Streckenthin ist ein Wohnplatz im Ortsteil Beveringen der Stadt Pritzwalk im Landkreis Prignitz im Nordwesten des Landes Brandenburg. Bis zum 31. Dezember 2002 war Streckenthin ein Ortsteil von Beveringen im damaligen Amt Pritzwalk-Land.

## Lage
Streckenthin liegt in der Prignitz am Fluss Dömnitz, rund vier Kilometer nordöstlich von Pritzwalk. Umliegende Ortschaften sind Falkenhagen im Norden, Mittelmühle und Sadenbeck im Nordosten, Neu Krüssow im Osten, Kiebitzberg und Beveringen im Süden, Wegemühle, Pritzwalk und Hainhorst im Südwesten, Hasenwinkel im Westen und Birkenfelde im Nordwesten.
Unmittelbar südlich von Streckenthin liegt die Landesstraße 154. Westlich von Streckenthin befindet sich die Bahnstrecke Neustadt–Meyenburg mit dem Haltepunkt Pritzwalk Hainholz.

## Geschichte
Streckenthin wurde im Jahr 1356 als Lutken Streckenthin erstmals urkundlich erwähnt. Der historische Nachbarort Groß Streckenthin wurde im Mittelalter zur Wüstung, womit der Zusatz „Lutken“ später entfiel. 1574 hieß der Ort nur noch Strekenthin. Der Ortsname ist von dem slawischen Personennamen Strekota abgeleitet.
Ab 1817 gehörte Streckenthin zum Kreis Ostprignitz in der preußischen Provinz Brandenburg. Der Gutsbezirk wurde am 17. Oktober 1928 aufgelöst und das Dorf in die Gemeinde Beveringen eingegliedert. Vom 25. Juli 1952 bis zur Wiedervereinigung lag Streckenthin im Kreis Pritzwalk im DDR-Bezirk Potsdam und anschließend bis 1993 im Landkreis Pritzwalk, der mit dem Landkreis Perleberg zum Landkreis Prignitz fusionierte. Zum 31. Dezember 2002 wurde Beveringen mit Streckenthin nach Pritzwalk eingemeindet.